# Arbeit macht glücklich
Arbeit macht glücklich (Originaltitel: Acciaio) ist ein italienischer Spielfilm aus dem Jahre 1933 des deutschen Dokumentaristen Walter Ruttmann. Die Geschichte basiert auf dem Roman Gioca, Pietro! von Luigi Pirandello, der sich auch am Drehbuch beteiligte.

## Handlung
In einem Stahlwerk im mittelitalienischen Terni. Im Zentrum des relativ überschaubaren Geschehens stehen die beiden Hüttenarbeiter Mario und Pietro. Mario hatte zwischenzeitlich als Rad fahrender Scharfschütze seinen Militärdienst abgeleistet, ist aber nun ins Stahlwerk zurückkehren, um wieder seinen Lebensunterhalt zu verdienen. In seiner Abwesenheit haben sich Pietro und die hübsche Gina, mit der Mario einst verbandelt gewesen war, angenähert und sind in einer Beziehung, Heirat nicht ausgeschlossen. Dies führt naturgemäß zu einigen Spannungen zwischen den beiden Stahlarbeitern. Eines Tages kommt es in der Gießerei zu einem schweren Arbeitsunfall, bei dem einer der beiden rivalisierenden Männer, Pietro, den Tod findet, nachdem er von einem glühenden Barren getroffen wurde. Da man vom heftigen Werben beider Männer um die Gunst Ginas allgemein wusste, kommt sofort der schreckliche Verdacht auf, dass Mario beim Tod Pietros seine Finger im Spiel gehabt haben könnte.
Schließlich glauben die Kumpels, dass es sich bei Pietros Ableben um vorsätzlichen Mord handeln müsse – obwohl der im Sterben liegende Pietro klarmachte, es habe einen Unfall gegeben. Mario wird von der Gemeinschaft isoliert und verachtet. Pietros Vater Giuseppe hingegen will seinem Sohn nur noch eine würdige Bestattung ermöglichen und geht ganz bewusst Seite an Seite mit Mario, dem zu Unrecht Beschuldigten, im Trauerzug. Doch auch diese mitmenschliche Geste versöhnt die Umgebung nicht; jetzt machen Marios und Pietros Kollegen sogar dem trauernden Vater das Leben zur Hölle. Nachdem er zeitweilig daran gedacht hatte, mit Gina an seiner Seite das Stahlwerk zu verlassen und eine Karriere als Profiradrennfahrer anzustreben, entscheidet sich Mario nun um: er will Seite an Seite von Giuseppe, dem aufrechten Vater des toten Freundes, weiterhin in der Gießerei arbeiten und damit gegenüber den ihn Verleumdenden auch das Statement abgeben, dass es für ihn keinen Grund gebe, sich aus dem Staub zu machen.

## Produktionsnotizen
Acciaio (auf Deutsch: Stahl) entstand im Herbst 1932 vor Ort in einem Stahlwerk von Terni im faschistischen Italien Benito Mussolinis und wurde am 31. März 1933 in Rom uraufgeführt. Die deutsche Premiere unter dem Titel Arbeit macht glücklich fand gut einen Monat später, am 1. Mai 1933, in Bochum statt.
Der Firmenchef der Cinès Pittaluga Produzione, Emilio Cecchi, übernahm auch die Produktionsleitung. Mario Rossi besaß die musikalische Leitung. Die Filmbauten schuf Gastone Medin, der spätere Regisseur Mario Soldati war einer von zwei Regieassistenten Ruttmanns. Die deutschen Dialoge stammen von dem NS-Regimegünstling Hanns Heinz Ewers.

## Wissenswertes
Dem Film war, trotz der Mitarbeit des berühmten Schriftstellers Pirandello, in Italien kein Erfolg beschieden und galt als „nicht geglückt“.
Ursprünglich sollte G. W. Pabst Regie führen, doch der soll sich geweigert haben, im faschistischen Italien zu arbeiten. Der große Misserfolg des Films führte noch 1933 zum Rücktritt Cecchis als Produktionschef der Cinès.

## Kritiken
Die Kritiken im In- und Ausland, die zeitgenössischen wie die modernen, äußerten sich sehr zurückhaltend über die Qualitäten des Films. Allgemein wurde die Banalität, Zähigkeit und Dürftigkeit der Geschichte bemängelt, während die künstlerische (= dokumentarische) Darstellung der Arbeitswelt bei den Hochöfen durchaus Lob erfuhr.
Im Fachblatt Der Kinematograph hieß es am 17. Mai 1933: „Den Zusammenhang des Menschen mit der heutigen Technik bringt Ruttmann außerordentlich gut heraus. Aber er verfällt nicht, nach Art amerikanischer Technokraten, in eine öde Idolatrie vor der Maschine. Sie ist ihm nicht Selbstzweck, sondern Handwerkszeug und dient nur dazu, die Arbeit in Gang zu halten und damit einen Sinn in das Leben zu bringen. Walter Ruttmann benutzt dazu die von ihm virtuos beherrschte Form der Überschneidung.“
Herbert Jhering urteilte: Acciaio sei „rein artistisch zu betrachten. Seine inhaltliche Bedeutung ist gering. Seine artistische Bedeutung ist trotzdem außerordentlich, weil er eine souveräne und selten gewordene Beherrschung der filmischen Mittel zeigt“.
Kurt Pinthus verwies am selben Tag im 8-Uhr-Abendblatt darauf, dass die in dem Film gezeigten Aufnahmen von der Arbeit wohl doch zu sehr ins Detail gegangen seien und die Spielhandlung entsprechend zu gedehnt erschien. Daher sei der Applaus des Publikums bei der Berliner Premiere eher verhalten gewesen.
Die Österreichische Film-Zeitung konstatierte: „Der Film zeichnet sich durch die landschaftlich schöne Umgebung, die Eindringlichkeit der Bildgestaltung und die packende musikalische Untermalung aus. Ruttmann hat Dialoge mit äußerster Sorgsamkeit verwendet und aus seinen vier Hauptdarstellern schauspielerisch hervorragende Leistungen herausgeholt.“
Jerzy Toeplitz schreibt in seiner Geschichte des Films 1928–1933: „Stahl war ein ambitionierter Film. (…) Pirandellos Novelle war eine psychologische Studie über die Auswirkung des Todes auf menschliche Beziehungen. (…) Seine ganze Energie und sein Talent verwandte er [Ruttmann] darauf, die Szenerie des Werkes wiederzugeben. (…) Er schuf von Bild und Ton her kraftvolle Sequenzen, die keine Beziehung zum Drama der lebendigen Menschen hatten. (…) Der Film enthielt einige recht gute Milieuszenen aus dem Leben der Arbeitersiedlung, im großen und ganzen aber war er misslungen. Als ein geborener Reporter vermochte Ruttmann nicht, mit der Fabelführung fertig zu werden.“